# Jem Mace
Jem Mace (* 8 de abril de 1831; † 3 de marzo de 1910) fue un boxeador británico de la modalidad "sin guantes" y el primer boxeador en ser ampliamente reconocido como campeón del Mundo. Pertenece al pueblo de los romaníes.

## Carrera como boxeador
Mace nació en Beeston, Norfolk. Boxeando en la categoría de peso medio, logró vencer a oponentes de peso gracias a su estilo de baile, la táctica defensiva inteligente y poderosa, y sus precisos puñetazos.
Después de un aprendizaje en el stand de boxeo Nac Langham, hizo su debut en 1857 y, en 1861, ganó el título de Campeón de Inglaterra al derrotar a Sam Hurst en la isla de Medway, Kent. Defendió el título con éxito en 1862 contra Tom King, pero fue derrotado por el mismo oponente más tarde ese año. A continuación, Tom King se retiró. En 1866 Mace fue una vez más reconocido como un campeón después de su aplastante derrota a Joe Goss en Purfleet, Essex.
El boxeo sin guantes es un deporte al margen de la ley y, como tal, sus exponentes son siempre responsables de la detención y el enjuiciamiento. Mace en 1867 fue detenido en la noche antes de su título previsto defensa contra Ned O'Baldwin. Fue obligado por el tribunal a renunciar a luchar de nuevo. En 1869 se trasladó a los EE. UU. donde el "prizefighting" seguía siendo en floreciente. Recorrió con el famoso boxeador estadounidense John C Heenan para dar exposiciones de guantes de boxeo. En 1870 derrotó a Tom Allen en Kenner, Louisiana, cerca de Nueva Orleans en un concurso eficaz para el Campeonato del Mundo. Defendió su título dos veces contra otro americano, Joe Coburn, en 1871. En ambas ocasiones Mace consiguió un empate.
Tras un atentado contra su vida en Misisipi, regresó a Inglaterra. En 1876, volvió a Estados Unidos, esta vez como boxeador de guante y, en un histórico enfrentamiento con arreglo a principios de Reglas de Queensberry, derrotó a Bill Davis en Virginia City, Nevada. De 1877 a 1882 Mace vivió en Australia, donde su larga serie de exposiciones allanó el camino para la aceptación mundial de guante de boxeo. Con la ayuda de su protegido, Larry Foley, escolarizó a una generación de boxeadores de Australia, en particularmente en el Caribe donde nació Peter Jackson.
En 1896, de regreso a Nueva York para luchar contra Mike Donovan fue aclamado por el mundo de los pesados de Campeón de Jim Corbett como el hombre a quien le debemos los cambios que se han elevado el deporte. Mace siguió como una mera exposición de boxeador y su última entrada registrada en el anillo fue en 1909 cuando tenía 78 años de edad. Al final de su vida regresó a su ciudad natal, donde murió.
Mace fue alistado en el Salón Internacional de la Fama del Boxeo. Jem Mace es ampliamente reconocido como el "Padre de Boxeo Moderno".